# Tiscali
Tiscali S.p.A. är ett italienskt telekombolag, baserat i Cagliari, Italien. Företaget bildades 1998 efter avregleringen av den italienska telekommarkanden. Företaget finns idag representerat i Italien, Tyskland, Nederländerna, Storbritannien och Tjeckien. Under några år i början av 00-talet fanns man även representerade i bland annat Sverige. Den svenska verksamheten såldes dock till Spray i augusti 2004.